# Rebelión jacobita de 1689

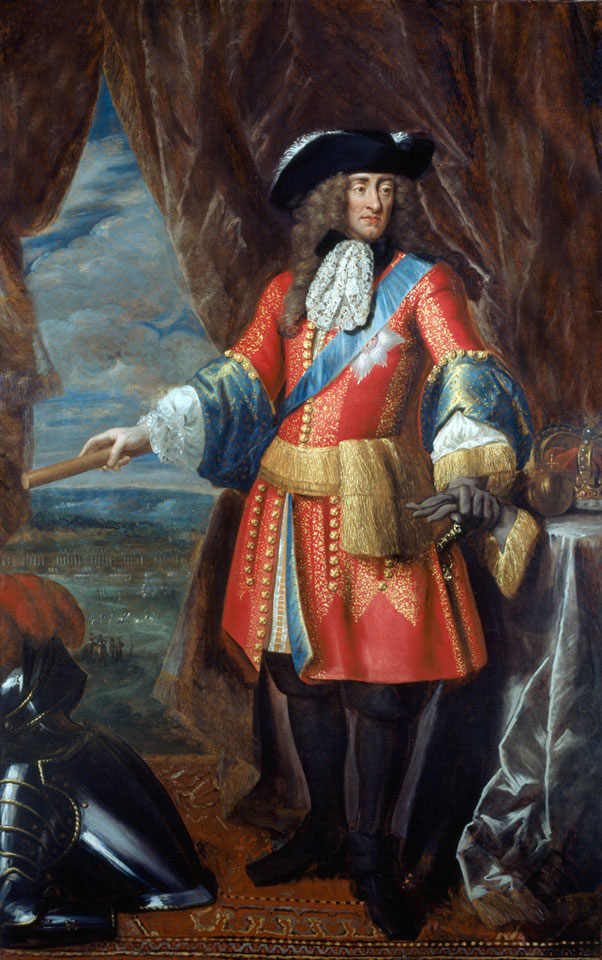
Jacobo II (1685)

La rebelión jacobita de 1689 fue la primera de una serie de levantamientos se llevaron a cabo con el objetivo de restaurar a Jacobo II de Inglaterra y VII de Escocia, el pasado monarca católico, y más tarde a sus descendientes de la Casa de Estuardo en el trono de Gran Bretaña, después de que había sido destituido por el Parlamento en la Revolución Gloriosa de 1688. Los partidarios de los exiliados Stuardo eran conocidos como "Jacobitas" y el movimiento político asociado como Jacobismo.

## Antecedentes

### La Restauración

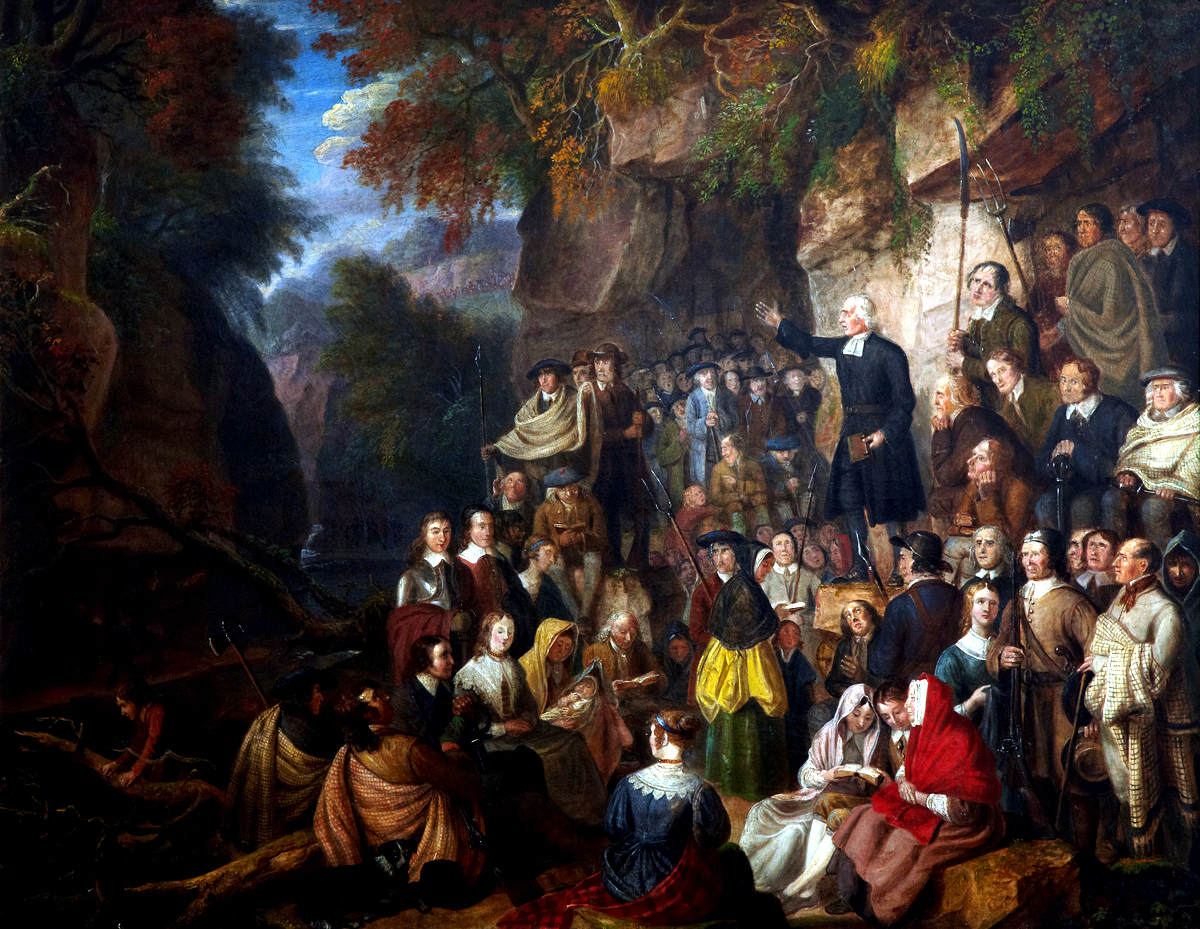
Covenanters

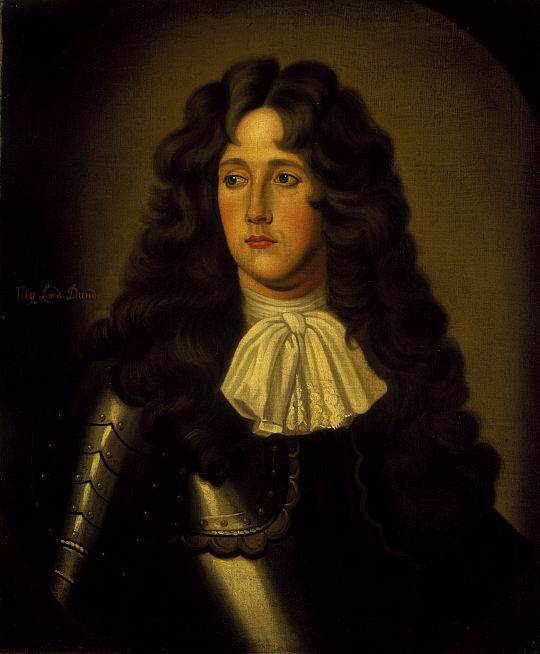
El Vizconde de Dundee

En 1660 se inició la Restauración de Carlos II de Inglaterra  y se completó en 1661. Escocia no jugó ningún papel en la restauración de Carlos, pero él prometió preservar la Iglesia de Escocia. En marzo de 1661, el Parlamento Escocés aprobó la Ley General de Recissory que restaura el episcopado en la que los Obispos eran nombrados por el Rey y los titulares de cargos públicos fueron obligados a renunciar a los Convenios. Los escoceses Presbiterianos que se aferraban a los Convenios fueron conocidos como Covenanters y celebreban sus propios servicios religiosos al aire libre, en lugares remotos y se llevaban a cabo por ministros que se convirtieron en fugitivos de la ley. Los dragones del gobierno buscaban en el campo para arrestar a los Covenanters y la supresión de sus servicios por la fuerza.

### Rebelión de los Covenanters

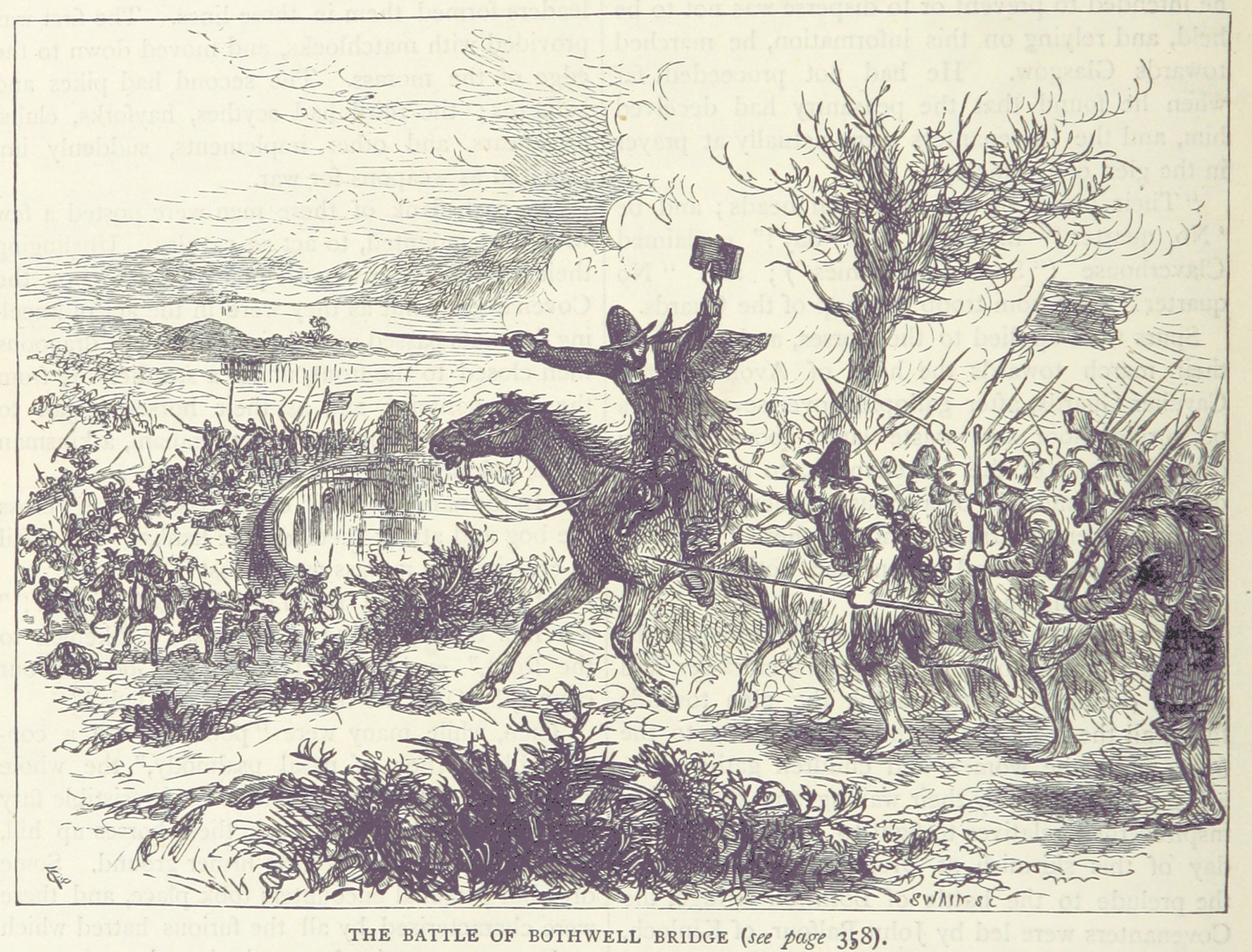
Batalla de Bothwell Bridge

Los Covenanters pronto se armaron en rebelión abierta y cerca de 3.000 de ellos marcharon hacia Edimburgo, pero fueron derrotados en la Batalla de Rullion Green en 28 de noviembre de 1666. El 1 de junio de 1679 el ejército Covenanter derrotó al ejército realista que fue dirigida por John Graham, el 1er Vizconde de Dundee (también conocido como de Claverhouse) en la Batalla de Drumclog. Sin Embargo, los Covenanters más tarde fueron finalmente derrotados en la Batalla de Bothwell Bridge de 22 de junio de 1679. Más de 1.000 Covenanters prisioneros fueron llevados en cadenas a Greyfriars Kirk, que se convirtió en un campo de concentración. A finales de julio, 400 habían sido liberados, pero el resto fueron enviados a Barbados en noviembre, y muchos de ellos se ahogó cuando el barco en el que estaban se estrelló cerca de las islas Orcadas.

### The Killing Time

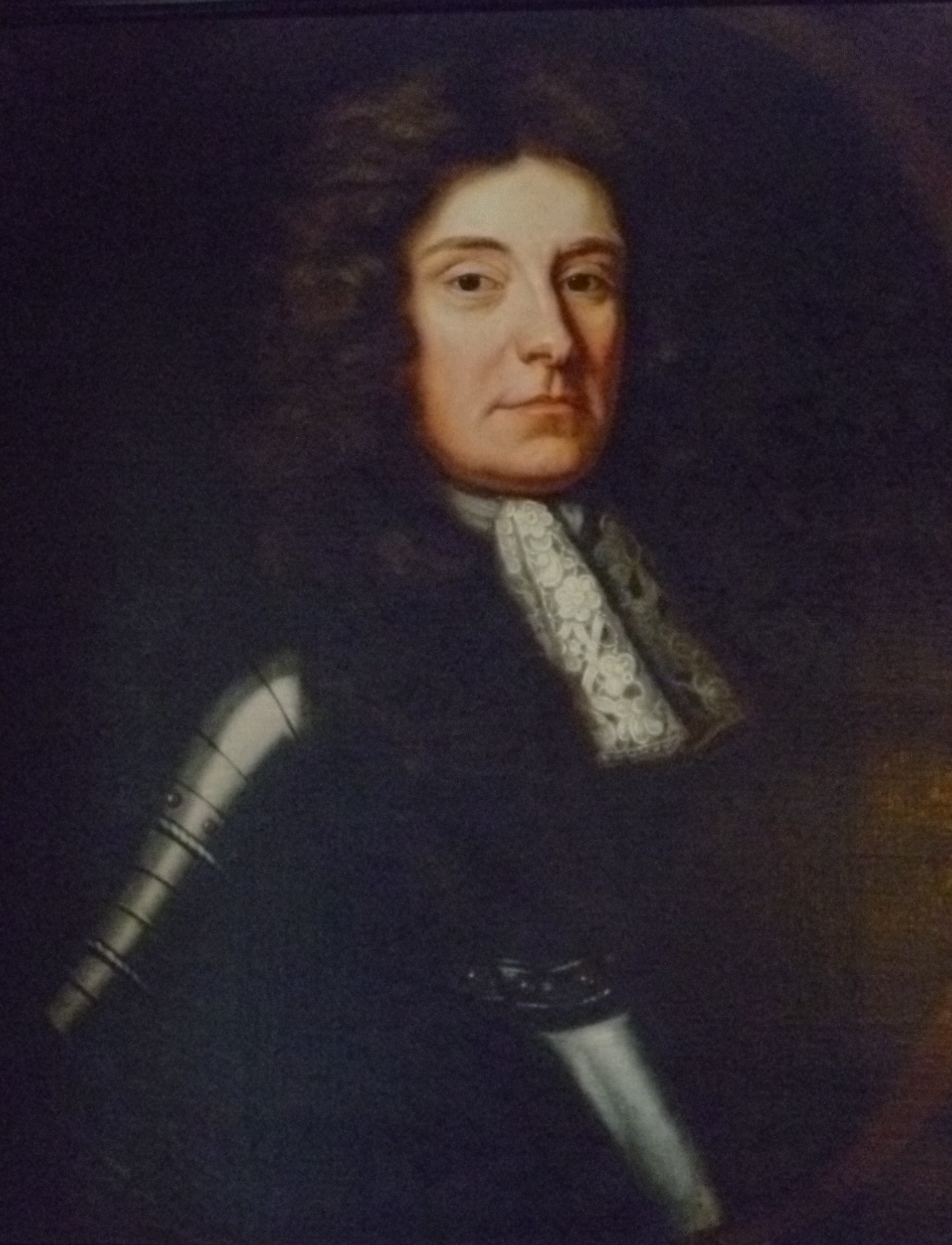
Archibald Campbell, 9º Conde de Argyll

Entre 1680 y 1688 ocurrió una era que se hizo conocida como The Killing Time. Jacobo, el duque de York (que más tarde se convirtió en Jacobo II de Inglaterra y VII de Escocia en 1685), que era un católico secreto, estaba inclinado a la tolerancia e hizo todo lo posible para fomentar el comercio y la industria. Sin embargo, las leyes penales que originalmente estaban dirigidas a los católicos ahora se dirigieron a los Covenanters. James dejó Escocia en 1682, después de lo cual la crueldad patrocinada por el gobierno, que incluía el arresto arbitrario, la tortura y la deportación a las Indias Occidentales, alcanzó nuevos niveles. El levantamiento de Argyll contra el rey tuvo lugar en 1685 pero falló y Archibald Campbell, 9 ° Conde de Argyll fue capturado y ejecutado.

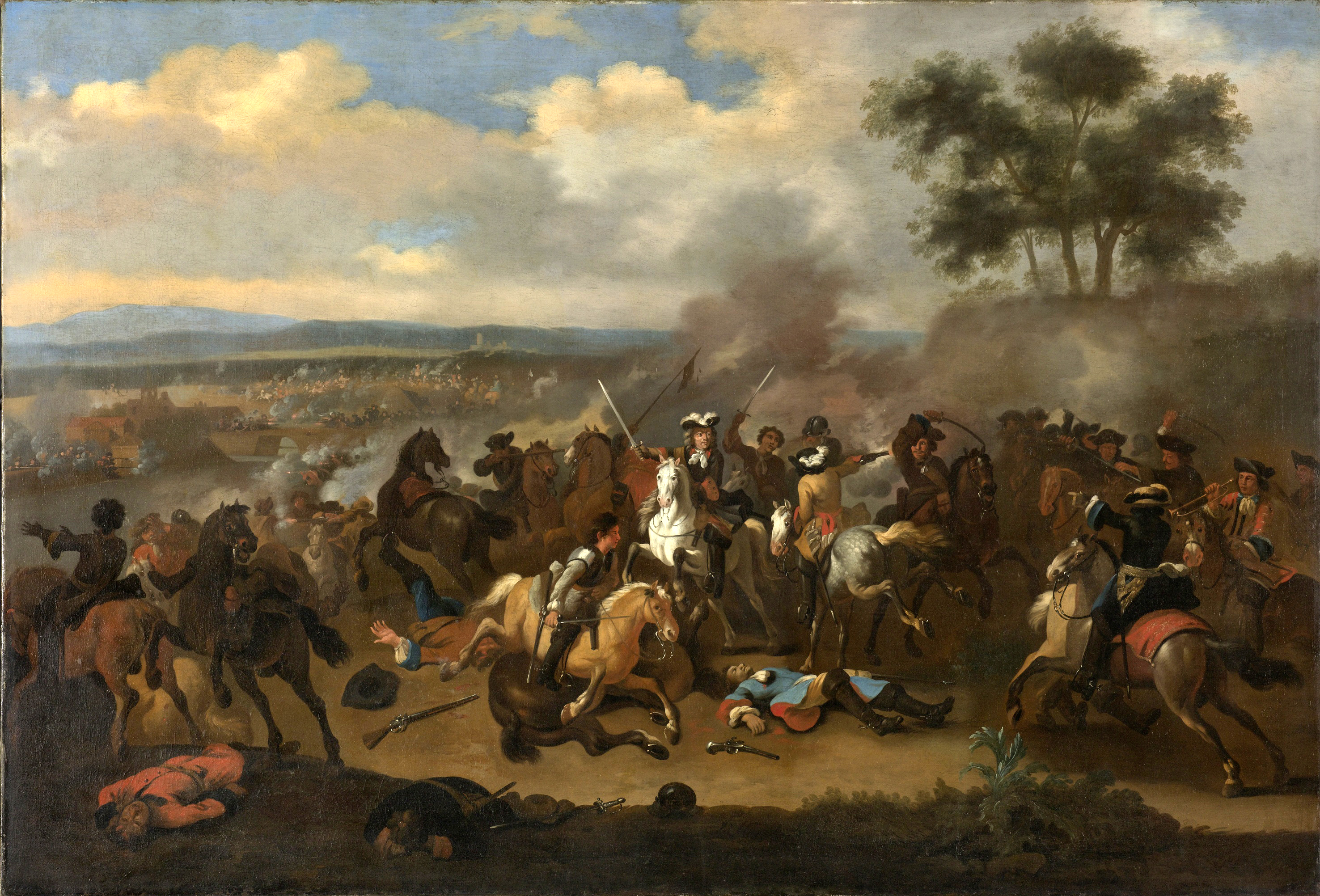
Batalla de Boyne entre Jacobo II y Willem III, 12 de julio de 1690 Rijksmuseum

### La revolución gloriosa
Artículo principal: Revolución gloriosa
Hubo una oposición rápida al rey Jacobo que incluyó el apoyo de las fuerzas protestantes de Holanda, donde el yerno de James, Guillermo de Orange, esperaba ganar los tronos de Inglaterra y Escocia. En lo que se conoció como la Revolución Gloriosa, Jacobo fue depuesto y reemplazado por Guillermo de Orange, que reinó como Guillermo III de Inglaterra. El nuevo monarca no apoyó al episcopado y el presbiterianismo fue restaurado en Escocia.

## Rebelión Jacobita

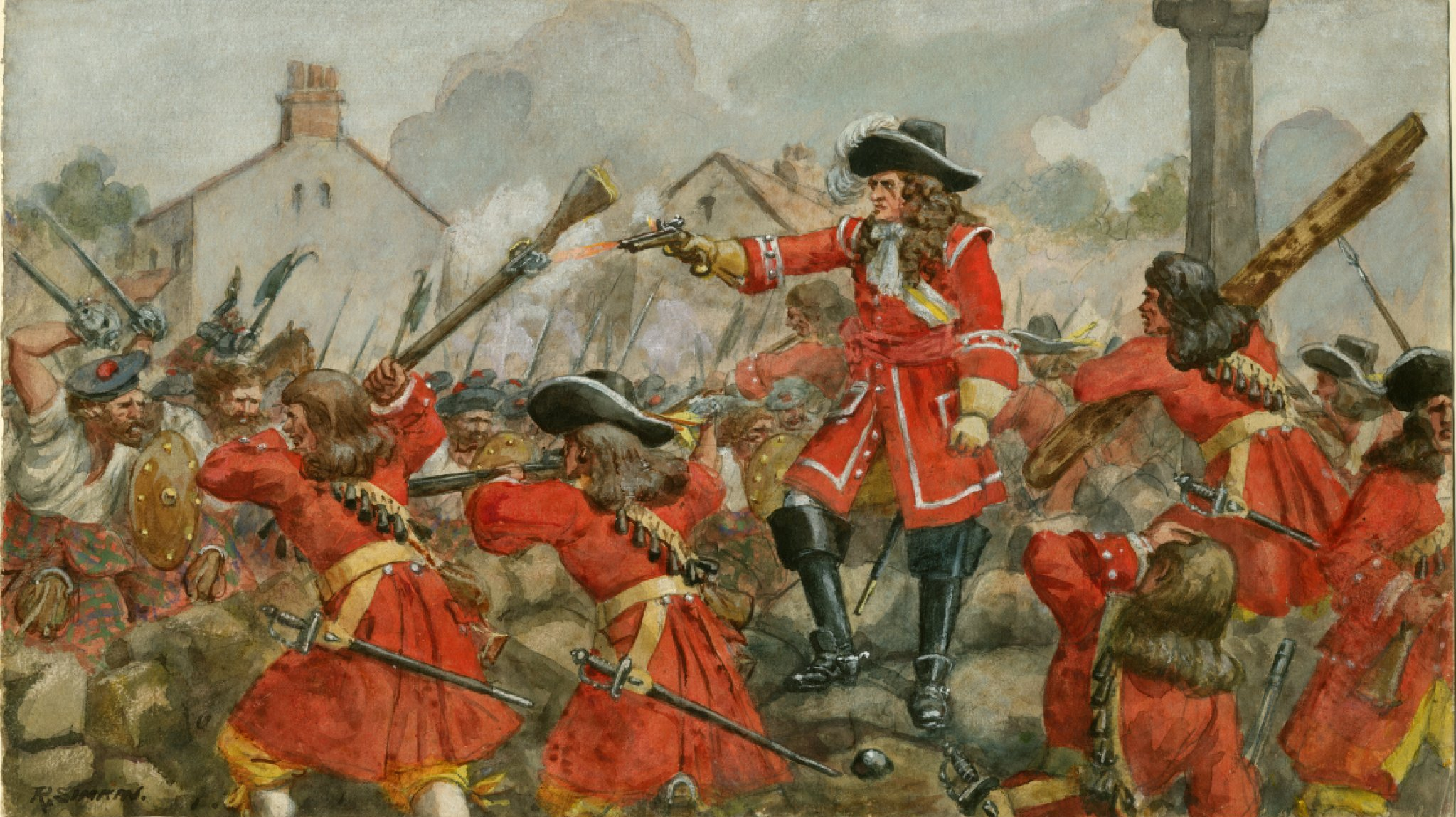
Batalla de Dunkeld

El apoyo del episcopado fue fuerte en el noreste y se convirtió en el centro de un partido jacobita dirigido por John Graham de Claverhouse, que había sido nombrado vizconde de Dundee por Jacobo VII. Dundee levantó una fuerza que sostuvo al Castillo de Edimburgo para el rey depuesto y luego organizó un ejército que se formó principalmente de Hightlanders. Fueron enfrentados en Perthshire por una fuerza del nuevo gobierno que fue dirigida por el general Hugh Mackay, pero en la Batalla de Killiecrankie que tuvo lugar el 27 de julio de 1689, la fuerza del gobierno fue abrumada por los jacobitas y derrotada. Sin embargo, los jacobitas también sufrieron grandes pérdidas, incluido su líder, el vizconde de Dundee. 
Esta victoria elevó las esperanzas de los rebeldes jacobitas, pero su ejército de 5.000 hombres fue derrotado por las fuerzas gubernamentales en la batalla de Dunkeld el 21 de agosto de 1689 por 1.200 hombres del regimiento de Cameron (seguidores del Covenanter presbiteriano Richard Cameron). Durante la batalla, el líder de la fuerza del gobierno, William Cleland, fue asesinado y el mando cayó en manos del Capitán George Munro, Earl de Auchinbowie, quien los condujo a la victoria. Con la derrota jacobita en Dunkeld, el levantamiento había terminado.

## Secuelas

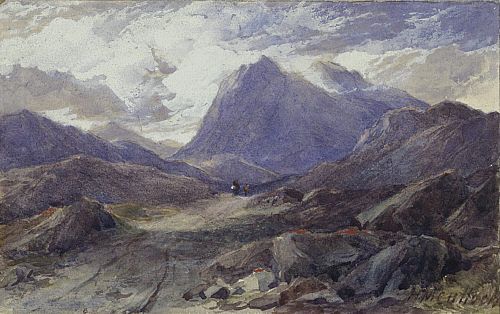
McCulloch, Glencoe, Argyllshire

Aunque la mayoría de la gente en Escocia estaba a favor del presbiterianismo, la Iglesia de Inglaterra antagonizó al rey Guillermo III para mantener el apoyo al episcopado en Escocia. Por lo tanto, se estableció una forma moderada de presbiterianismo, se abolió el mecenazgo y todos los ministros sobrevivientes que habían sido expulsados desde 1661 fueron restaurados a sus parroquias. La Asamblea General de la Iglesia de Escocia se reunió por primera vez desde 1653, en octubre de 1690. Sin embargo, ninguno de los 180 delegados vino del noreste donde el episcopado había sido más fuerte. Solo tres ministros seguidores de Cameron se conformaron al nuevo esquema. Los hombres del movimiento y el regimiento Cameroniano, habían sido inicialmente entusiastas y apoyaron la Revolución, pero pronto se desilusionaron con el nuevo régimen. Esto llevaría más tarde a muchos movimientos separatistas en la Iglesia de Escocia.
La primera gran crisis en golpear el reinado de Guillermo III fue lo que se conoció como la Masacre de Glencoe en 1692 donde los civiles desarmados del Clan MacDonald de Glencoe fueron masacrados por las tropas del gobierno, porque su jefe llegó tarde a firmar un juramento de lealtad a William, después de haberse visto impedido de hacerlo a tiempo debido a las severas condiciones climáticas en las montañas que tuvo que cruzar.